# Crescente il Cinico
Crescente (I secolo – Roma, dopo il 165 d.C.) è stato un filosofo cinico greco antico dell'età ellenistica.

## Biografia
Le uniche informazioni su Crescente provengono dalle polemiche dei Padri della Chiesa. Fu attivo, secondo il Chronicon di Eusebio, intorno al 152-153; Taziano si riferisce a Crescente come residente nella "grande città", presumibilmente Roma, aggiungendo che «superava tutti gli uomini nel suo amore per i ragazzi (pederastìa) ed era fortemente dedito all'amore per il denaro». 
Secondo Giustino, Crescente attaccò i cristiani con grande acrimonia, definendoli atei, anzi atheotàtoi, "i più atei", e Giustino ammette che i cristiani erano davvero atei riguardo al loro atteggiamento nei confronti degli dei pagani. L'accusa di ateismo, a dire il vero sembra essere diffusa nella visione pagana dei cristiani, dato che essi non avevano templi o statue di divinità e non compivano sacrifici. Ciò rendeva i cristiani paragonabili ad altri popoli selvaggi che non avevano nemmeno dei, come i barbari sciti o i nomadi libici.
Crescente entrò in polemica con Giustino, che afferma che, di conseguenza, era preoccupato che Crescente potesse complottare contro di luiː Eusebio afferma addirittura che il martirio di Giustino (circa nel 165) fu in realtà causato da Crescente, ma l'unica prova che adduce sono le dichiarazioni di Taziano, il quale non afferma che Giustino abbia incontrato la sua morte come risultato diretto delle trame di Crescente.